# ピーキン・アット・ザ・ビーコン
『ピーキン・アット・ザ・ビーコン（Peakin' at the Beacon）は、アメリカ合衆国のロック・バンド、オールマン・ブラザーズ・バンドが2000年に録音・発表したライブ・アルバム。

## 背景
バンドにとって5年半ぶりの新録アルバムに当たり、オテイル・バーブリッジ（1997年加入）、デレク・トラックス（1999年加入）といった新メンバーの演奏がフィーチャーされている。「ドント・ウォント・ユー・ノー・モア」と「ハイ・フォールズ」はインストゥルメンタルで、残りの曲のうち7曲はグレッグ・オールマンがリード・ボーカルを担当し、「セヴン・ターンズ」のみディッキー・ベッツがリード・ボーカルを取った。なお、ベッツは本作のリリース前の2000年春にバンドを解雇され、ジミー・ヘリングの一時的な加入を経て、ウォーレン・ヘインズが再加入した。

## 評価
William Ruhlmannはオールミュージックにおいて5点満点中3点を付け「これらのショウを観ていたファンや、オールマンズのサウンドが以前と変わっていないことを再確認したい人々にとっては楽しめるアルバムで、そこまで熱心でない聴き手も、恐らく困惑することはないだろう」と評している。また、David Frickeは2001年3月20日付の『ローリング・ストーン』誌のレビューで5点満点中3点を付け「1971年の『フィルモア・イースト・ライヴ』のように完全なるスリルを味わえるわけではない。とはいえ、オールマンズが逞しい楽曲群を持つ現在進行形の存在であることや、我々が毎年、またビーコン・シアターに行きたくなる理由を示している」と評している。

## 収録曲
特記なき楽曲はグレッグ・オールマン作。
1. ドント・ウォント・ユー・ノー・モア "Don't Want You No More" (Spencer Davis, Edward Hardin) – 3:06
2. ノット・マイ・クロス "It's Not My Cross to Bear" – 5:12
3. 時はもう無駄に出来ない "Ain't Wastin' Time No More" – 5:46
4. ハングリー・ウーマン "Every Hungry Woman" – 5:56
5. プリーズ・コール・ホーム "Please Call Home" – 4:30
6. スタンド・バック "Stand Back" (Gregg Allman, Berry Oakley) – 5:44
7. 腹黒い女 "Black Hearted Woman" – 6:30
8. マイ・ブルーズ・アット・ホーム "Leave My Blues at Home" – 5:07
9. セヴン・ターンズ "Seven Turns" (Dickey Betts) – 4:48
10. ハイ・フォールズ "High Falls" (D. Betts) – 27:27

## 参加ミュージシャン
- グレッグ・オールマン - ボーカル、ハモンドオルガン、ピアノ、アコースティック・ギター
- ディッキー・ベッツ - ボーカル、リードギター、リズムギター、アコースティック・ギター
- デレク・トラックス - リードギター、スライドギター
- オテイル・バーブリッジ - ベース
- ジェイ・ジョハンソン - ドラムス、パーカッション
- ブッチ・トラックス - ドラムス、パーカッション
- マーク・キニョーネス - コンガ、パーカッション、バックグラウンド・ボーカル